# Сентмиклоши, Бела
Бела Сентмиклоши (венг. Szentmiklóssy Béla; 2 декабря 1902 года, Будапешт, Австро-Венгрия — 30 мая 1981 года) — венгерский футболист, нападающий и тренер.

## Клубная карьера
В своей родной Венгрии играл за «Вашаш» и «Уйпешт». Он был невысоким, абсолютно «левоногим», техничным футболистом с хорошо поставленным ударом. В конце 1920-х годов выступал на Кубе и в Соединённых Штатах Америки. На закате карьеры играл во Франции за футбольный клуб «Монако».

## Карьера в сборной
Бела Сентмиклоши всего один раз сыграл за национальную сборную Венгрии: 21 сентября 1924 года в товарищеском матче его команда разгромила сборную Германии со счётом 4:1. В том матче он отметился одним голом.

## Тренерская карьера
Был играющим тренером в «Ньюарк Американс», «Монако» и в братиславском клубе «ВАС». Тренировал «Дьюлаи» и «Электромош».

## Достижения
«Вашаш» (Будапешт)
- Бронзовый призёр чемпионата Венгрии (2): 1924/25, 1925/26

«Уйпешт» (Будапешт)
- Бронзовый призёр чемпионата Венгрии (1): 1928/29

«Монако»
- 3 место в группе Юг Второго дивизиона (1): 1933/34

## Статистика выступлений

### Матчи за сборную
| № | Дата             | Оппонент | Счёт | Забито голов | Замены | Соревнование      |
| - | ---------------- | -------- | ---- | ------------ | ------ | ----------------- |
| 1 | 21 сентября 1924 | Германия | 4:1  | 1            | —      | Товарищеский матч |